# Vera Poljšak
Vera Poljšak (rojena Pertot) slovenska učiteljica in javna delavka, * 17. januar 1934, Trst.

## Življenje in delo
Vera Poljšak se je rodila v Barkovljah v družini zidarja Zvonimirja Pertota, mati je bila Marčela (rojena Pipan), trgovka. Ker se je rodila v času fašizma, so jo morali krstiti kot Maria (saj niso bila dovoljena neitalijanska imena), za vse pa je od vedno bila Vera. V času fašizma je obiskovala italijansko osnovno šolo Battistig v Barkovljah. Po končani 2. svetovni vojni je v Trstu končala slovensko osnovno šolo in leta 1952 maturirala na slovenskem učiteljišču. Od leta 1953 je poučevala na slovenskih osnovnih šolah na Tržaškem, nazadnje v Barkovljah. Tu je že od osnovne šole pela pri cerkvenem pevskem zboru. Leta 1982 je postala članica Mešanega pevskega zbora Milan Pertot iz Barkovelj in odbornica pri barkovljanskem kulturnem društvu. Mnogo let je sodelovala pri mladinski reviji Galeb. Leta 1979 je pri Založbi tržaškega tiska izšla njena zbirka otroških sestavkov Zgodbice iz torbice. Več let je bila tudi sodelavka Radia Trst A pri radijskih oddajah Radio za šole.
Leta 1987 ji je SKGZ podelila plaketo Boja in dela.